# Reffuveille
Reffuveille is een gemeente in het Franse departement Manche (regio Normandië) en telt 496 inwoners (1999). De plaats maakt deel uit van het arrondissement Avranches.

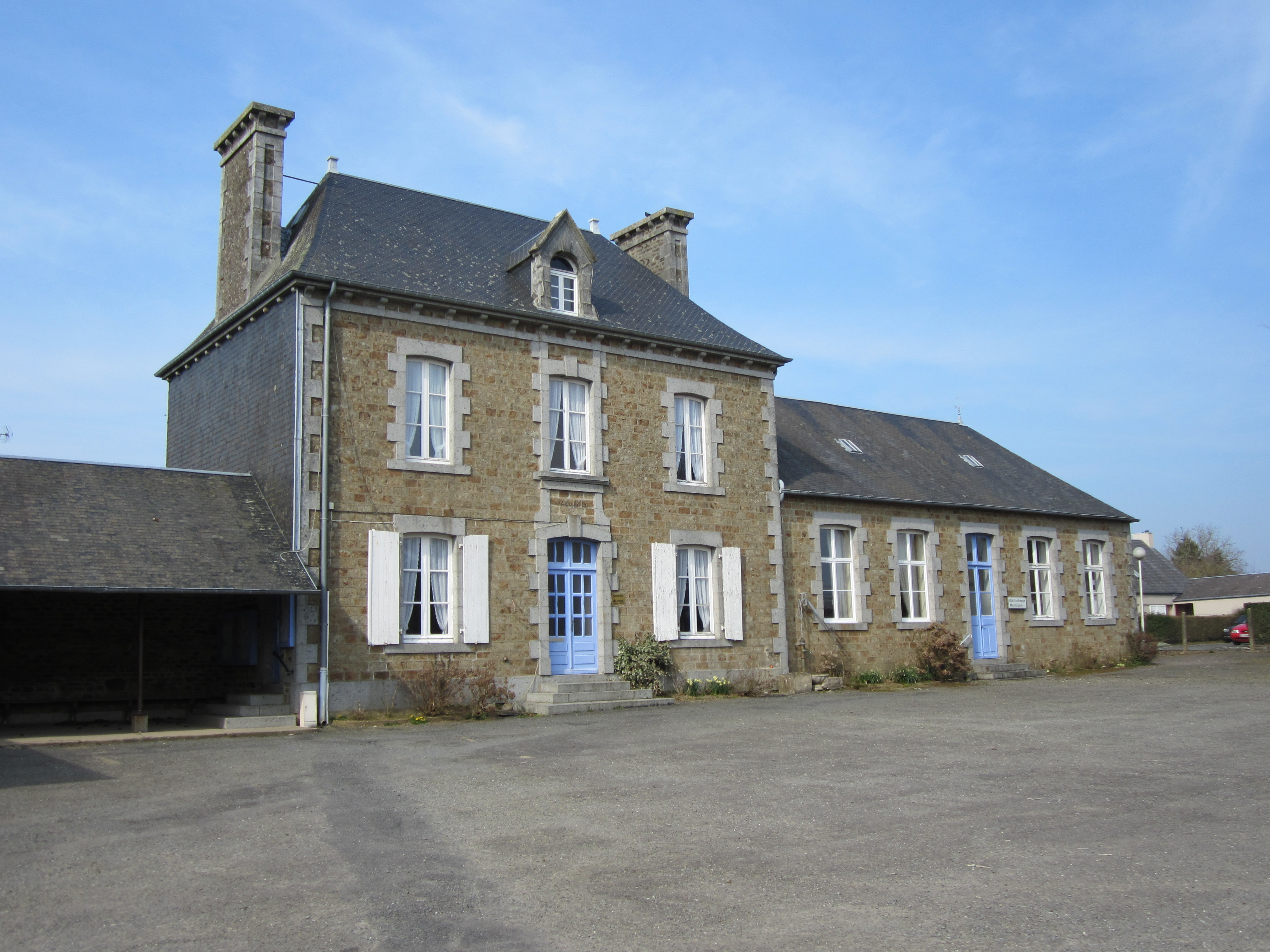
Gemeentehuis
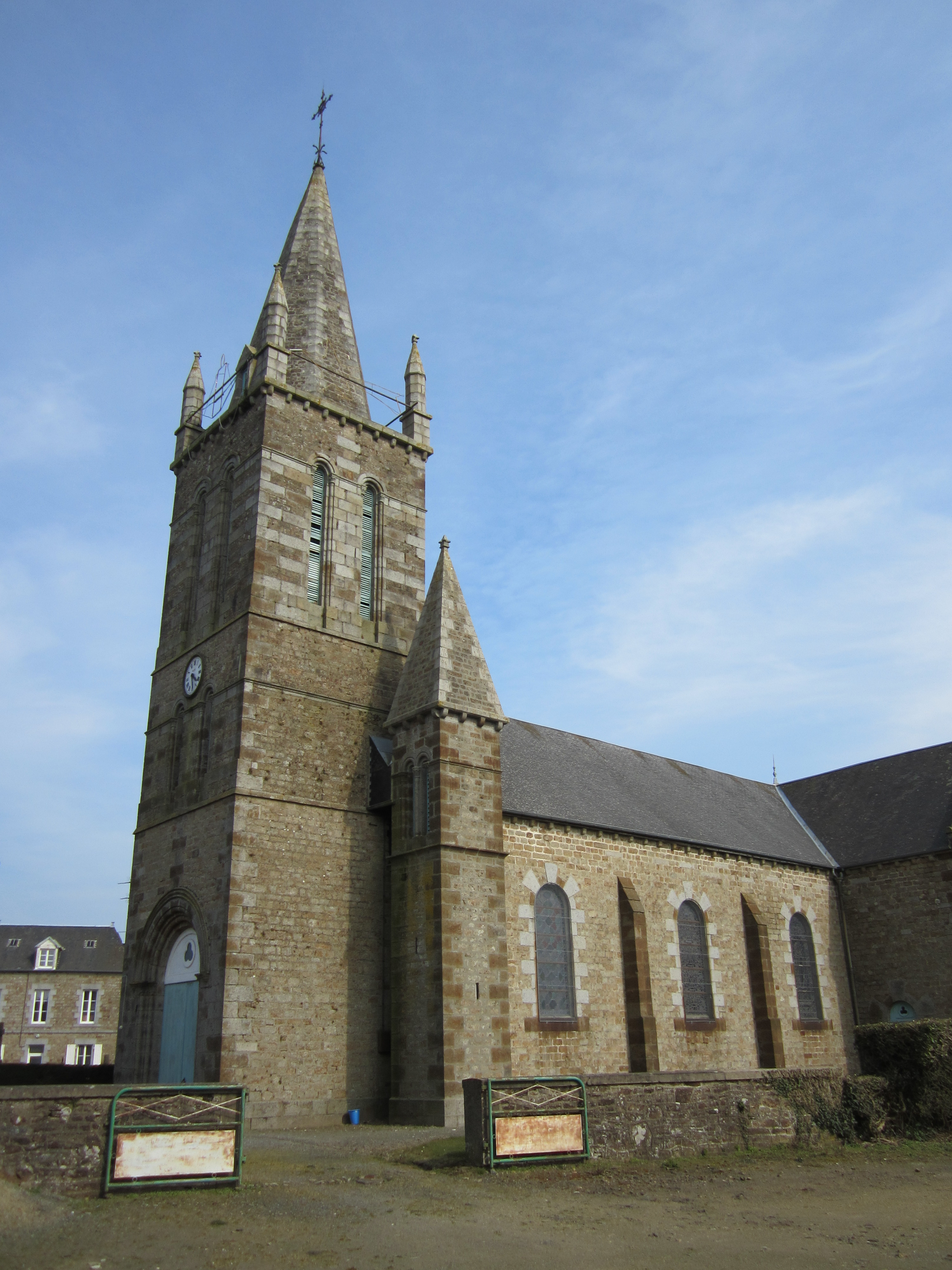
Kerk van Saint-Léonard

## Geografie
De oppervlakte van Reffuveille bedraagt 23,2 km², de bevolkingsdichtheid is 21,4 inwoners per km².
De onderstaande kaart toont de ligging van Reffuveille met de belangrijkste infrastructuur en aangrenzende gemeenten.

## Demografie
Onderstaande figuur toont het verloop van het inwonertal (bron: INSEE-tellingen).

1. ↑  Populations de référence 2022.